# Vieux-Thann
Vieux-Thann là một xã trong tỉnh Haut-Rhin, vùng Grand Est ở đông bắc Pháp. Xã này có diện tích 5,11 km², dân số năm 1999 là 2932 người. Khu vực này có độ cao 325 mét trên mực nước biển.